# Mar de Labrador

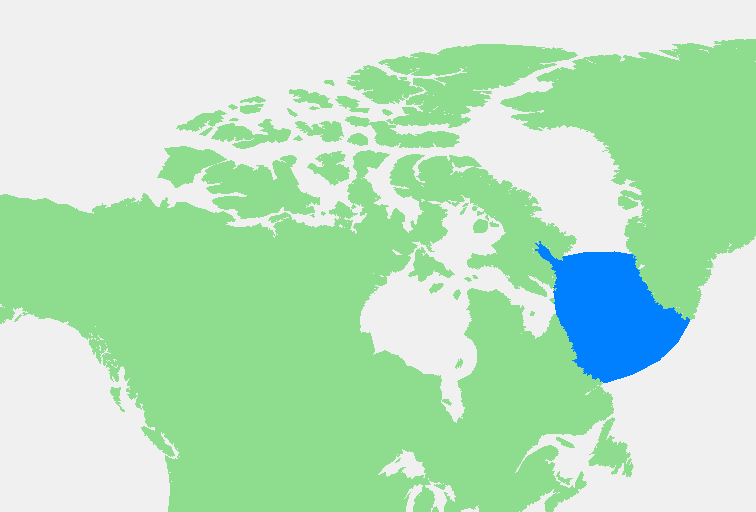
Localització (en blau) del Mar de Labrador

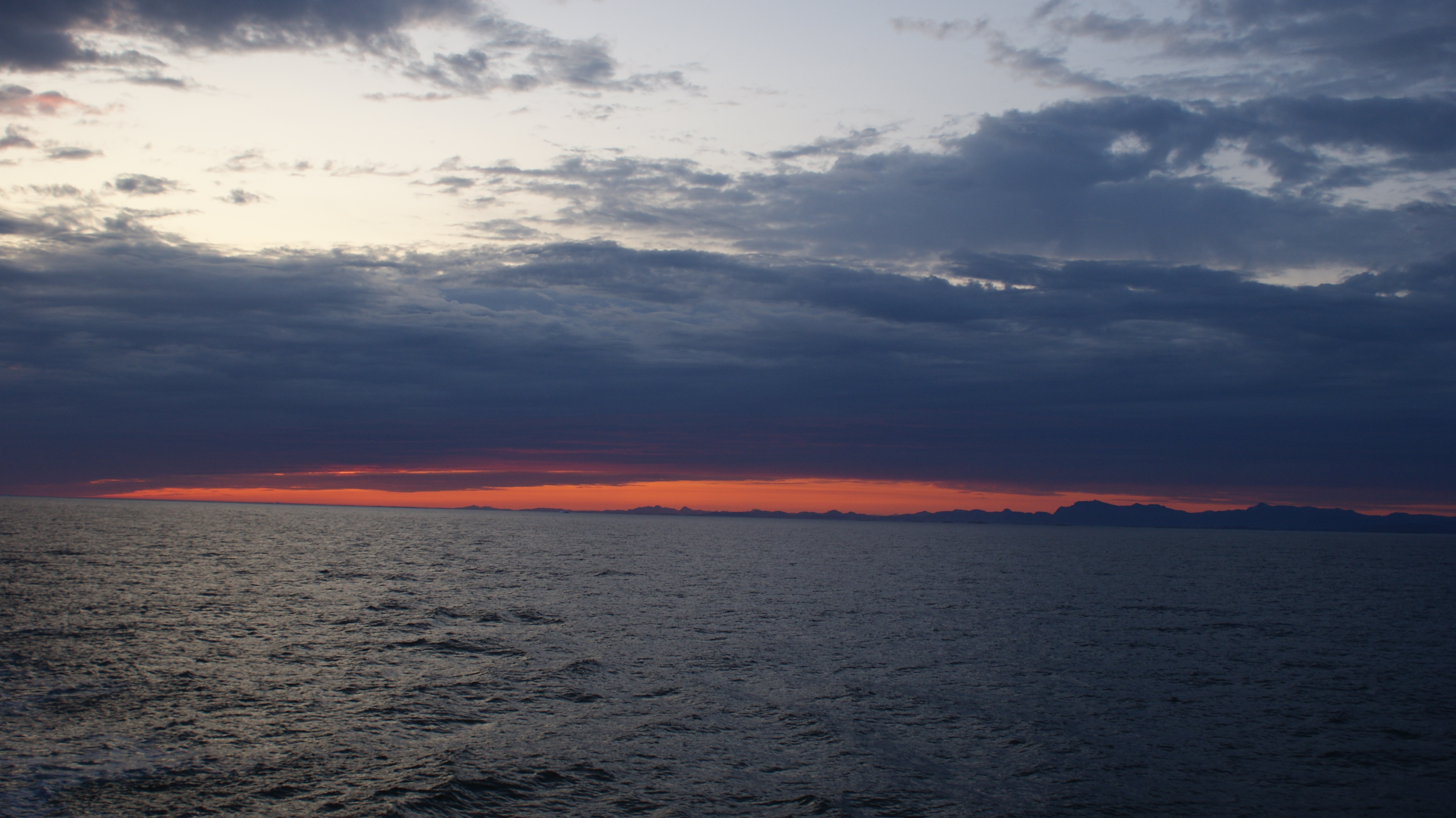
El mar de Labrador a Paamiut, Groenlàndia

El mar de Labrador (en francès: mer du Labrador, en danès: Labradorhavet) és una part de l'oceà Atlàntic que es troba entre la península de Labrador i Groenlàndia. Aquest mar està flanquejat per continents al sud-oest, nord-oest i nord-est. Connecta amb la badia de Baffin al nord a través de l'estret de Davis. És un mar marginal de l'Atlàntic.
El mar es va formar després de la separació de la placa nord-americana i la placa de Groenlàndia que va començar fa uns 60 milions d'anys i es va aturar fa uns 40 milions d'anys. Conté un dels sistemes de canals de corrent de terbolesa més grans del món, el canal del mig oceà de l'Atlàntic Nord-oest (NAMOC), que recorre milers de quilòmetres al llarg del fons del mar cap a l'oceà Atlàntic.
Fa uns 100 km de llargada i uns 900 km d'amplada. La màxima fondària és de 4.316 metres. El mar de Labrador és la principal font de la massa d'aigua profunda i freda que flueix al límit occidental de l'Atlàntic nord.

## Història
Es va formar fa 60 milions d'anys (Paleocè) per la separació de les plaques nord-americana i groenlandesa i es va aturar fa uns 40 milions d'anys. Una conca sedimentària, que ara està enterrada sota les plataformes continentals, es va formar durant el Cretaci. L'inici de la propagació magmàtica del fons marí va anar acompanyada d'erupcions volcàniques de picrobasalts i basalts durant el Paleocè a l'estret de Davis i la badia de Baffin.
En el sud d'aquest àmbit entre 500 aC i el 1300, es desenvolupà la Cultura Dorset i els assentaments dels Beothuk i els Inuit. La cultura Dorset va ser reemplaçada per la cultura Thule.
Roald Amundsen va utilitzar el mar de Labrador per arribar a Estret de Bering durant el seu viatge de 1903-1906.

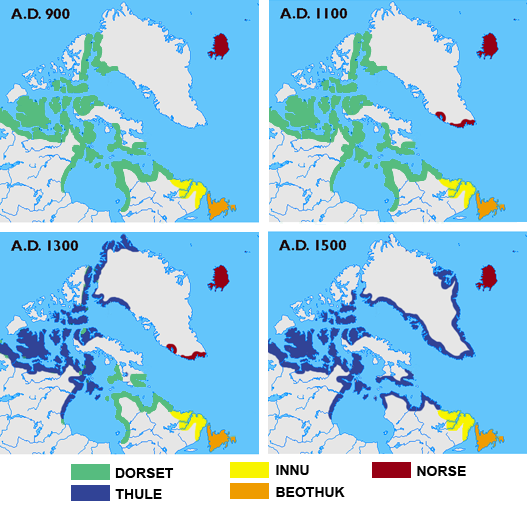
Cultures de l'Àrtic entre els anys 900 i 1500

## Extensió
L'organització hidrogràfica internacional (International Hydrographic Organization) defineix els límits del mar de Labrador:
Al nord: el límit sud és l'estret de Davis el paral·lel de 60º Nord de latitud entre Groenlàndia i el Labrador.

A l'est: la línia des de Cap St. Francis 47° 45′ N, 52° 27′ O / 47.750°N,52.450°O (Terranova i Labrador) a Cap Farewell de Groenlàndia.

A l'oest: la costa est de Labrador i terranova i el límit nord-est del Golf de Sant Llorenç – la línia que va de Cap Bauld (punt nord de l'illa Quirpon), 51° 40′ N, 55° 25′ O / 51.667°N,55.417°O) a l'extrem est de Belle Isle i sobre el punt de coordenades (52° 02′ N, 55° 15′ O / 52.033°N,55.250°O). Aleshores una línia que uneix els Cap St. Charles (52° 13′ N) de Labrador.

## Oceanografia

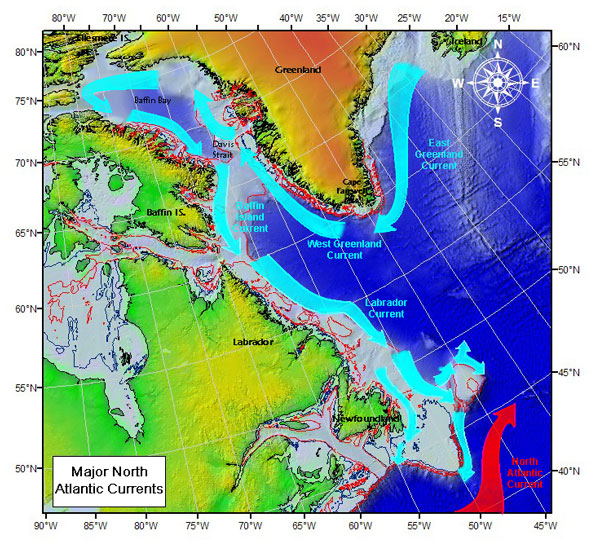
Principals corrents de l'Atlàntic Nord

El mar de Labrador té uns 3.400 m de profunditat i 1.000 km d'ample on s'uneix a l'oceà Atlàntic. Es torna més profund, a menys de 700 m cap a la badia de Baffin (vegeu el mapa de profunditat) i passa a 300 km d'ample a l'estret de Davis. A 100–200 m el sistema de canals de corrent de terbolesa profunda, que és d'uns 2-5 km d'ample i 3.800 km de llarg, discorre al fons del mar, prop del seu centre des de l'estret de Hudson fins a l'Atlàntic. S'anomena Canal mitjà oceànic de l'Atlàntic Nord-oest (NAMOC) i és un dels sistemes de drenatge més llargs del món de l'edat del Plistocè. Apareix com un llit fluvial submarí amb nombrosos afluents i es manté per corrents de terbolesa d'alta densitat que flueixen dins dels dics.
La temperatura de l'aigua varia entre -1 °C a l'hivern i de 5 a 6 °C a l'estiu. La salinitat és relativament baixa, de 31 a 34,9 parts per mil. Dos terços del mar estan coberts de gel a l'hivern. Les marees són semi-diürnes (és a dir, es produeixen dues vegades al dia), arribant a 4 m.
Hi ha una circulació de l'aigua en sentit contrari a les agulles del rellotge. S'inicia pel corrent de Groenlàndia Oriental i continua pel corrent de Groenlàndia Occidental, que porta aigües més càlides i salines cap al nord, al llarg de les costes de Groenlàndia fins a la badia de Baffin. Després, el corrent de l'Illa de Baffin i el corrent de Labrador transporten aigua freda i menys salina cap al sud al llarg de la costa canadenca. Aquests corrents porten nombrosos icebergs i, per tant, dificulten la navegació i l'exploració dels jaciments de gas sota el fons marí. La velocitat del corrent de Labrador sol ser 0,3 - 0,5 m/s, però pot arribar a 1 m/s en algunes zones, mentre que el corrent de Baffin és una mica més lent al voltant de 0,2 m/s. El corrent del Labrador manté la temperatura de l'aigua a 0 °C i salinitat entre 30 i 34 parts per mil.

## Temperatura i salinitat
La temperatura de l'aigua varia entre –1 °C a l'hivern i 5–6 °C a l'estiu. La salinitat és relativament baixa: 31–34,9 parts per mil. Dues terceres parts del mar està cobert pel gel a l'hivern. Les marees són semidiürnes (tenen lloc dues vegades al dia) arribant a 4 metres.
El mar proporciona una part important de les aigües profundes de l'Atlàntic Nord (NADW), una massa d'aigua freda que flueix a gran profunditat al llarg de la vora occidental de l'Atlàntic Nord, estenent-se per formar la massa d'aigua identificable més gran de l'oceà mundial. El NADW consta de tres parts d'origen i salinitat diferents, i la superior, l'aigua de mar del Labrador (LSW), es forma al mar del Labrador. Aquesta part es produeix a una profunditat mitjana i té una salinitat relativament baixa (34,84–34,89 parts per mil), una temperatura baixa (3,3-3,4 °C) i un alt contingut d'oxigen en comparació amb les capes superiors i inferiors. LSW també té una vorticitat relativament baixa, és a dir, la tendència a formar vòrtexs, que qualsevol altra aigua de l'Atlàntic Nord que reflecteixi la seva alta homogeneïtat. Té una densitat potencial de 27,76–27,78 mg/cm³ en relació amb les capes superficials, és a dir, és més densa i, per tant, s'enfonsa sota la superfície i roman homogènia i no es veu afectada per les fluctuacions de la superfície.

## Fauna
Les parts nord i oest del mar de Labrador estan cobertes pel gel entre desembre i juny. El gel a la deriva serveix de lloc de cria de les foques a la primavera. També hi ha salmó i altres mamífers marins. La pesca de crustacis va començar el 1978. La població de bacallà ha entrat en declivi.
La balena Beluga, actualment són rares al mar de Labrador. Es troben també altres espècies de balenes com el rorqual boreal, el rorqual Minke i el zífid cap d'olla.
L'ànec del Labrador es va extingir al segle xix. Entre els animals del litoral hi ha la subespècie llop del Labrador (Canis lupus labradorius), caribú (Rangifer spp.), ant (Alces alces), os (Ursus americanus), guineu (Vulpes vulpes), guineu àrtica (Vulpes lagopus), golut, llebre (Lepus americanus Pandion haliaetus, corv (Corvus corax), ànàtides, oques, perdius i faisans.

## Flora
A la vegetació litoral hi ha els arbres Picea mariana, P. glauca, Betula spp. i salzes. També hi ha arbusts d'ericàcies Eriophorum spp. Carex spp. i Ledum, líquens i molses.
La vegetació costanera inclou la pícea negra americana (Picea mariana), el larix laricina, avet blanc (P. glauca), el bedoll nan (Betula spp.), el trémol, el salze (Salix spp.), arbustos ericacis (ericàcies), cotonera (Eriophorum spp.), ciperàcies (Carex spp.), líquens i molsa. Els arbustos de fulla perenne de te de Labrador, que s'utilitza per fer infusions d'herbes, són habituals a la zona, tant a les costes de Groenlàndia com al Canadà.